# Enrico Morin
Enrico Costantino Morin (Genova, 5 maggio 1841 – Forte dei Marmi, 13 settembre 1910) è stato un militare e politico italiano.
Fu Senatore del Regno e Ministro della Marina Italiana tra il 1893 ed il 1903,
Ministro degli esteri durante il 1903 e Ministro della guerra ad interim, per pochi giorni, durante il 1902.

## Biografia
Enrico Costantino Morin nacque a Genova nel 1841 e come molti altri residenti nella città all'epoca, intraprese sin da giovane la carriera militare nella marina sabauda, diplomandosi alla scuola di marina di Genova il 7 novembre 1852. 
Si distinse, come tenente di vascello, nella campagna del 1860-61 e quindi, come comandante della Garibaldi, in un giro del mondo (1879-82); vasta eco ebbe la sua coraggiosa decisione, sulla via del ritorno, di attraversare il Canale di Suez sebbene fosse stato bloccato con mine per la rivolta di 'Orabī Pascià.
Dopo aver combattuto l'ultima fase della Seconda guerra d'indipendenza italiana divenne professore di tattica navale e di balistica alla Scuola di marina di Genova dal 5 febbraio 1863, e quindi di arte navale nella scuola di guerra di Torino, rimanendo in servizio stabilmente sino al 1866 quando venne chiamato a prendere parte agli scontri della Terza guerra d'indipendenza.
Per i meriti conseguiti, divenne Capo divisione del Ministero della Marina (20 maggio 1867 - 1º novembre 1878).
Successivamente divenne direttore del reparto artiglieria e torpedini di La Spezia dall'11 novembre 1882 sino al 1º febbraio 1885. 
Nel 1888 venne nominato Contrammiraglio e dal 22 febbraio 1891 divenne comandante dell'Accademia Navale di Livorno, rimanendo in carica sino al 16 dicembre 1893.
Il 24 ottobre 1893 venne nominato Viceammiraglio e rimase in servizio attivo sino al 30 aprile 1906 quando venne collocato in posizione ausiliaria.
Per le sue competenze venne nominato Ministro della Marina Italiana rimanendo in carica in due gabinetti Crispi (1893-94 e 1894-96) e nei gabinetti Saracco (1900-01) e Zanardelli (1901-03), e divenendo poi per pochi mesi Ministro degli Esteri durante il 1903. Fu anche Ministro della Guerra ad interim, per breve tempo, dall'aprile 1902..
Si spense a Forte dei Marmi dove si era ritirato a vita privata negli ultimi anni di vita, nel 1910.